# Django Django
Django Django – brytyjski zespół artrockowy, pochodzący z Londynu w Anglii. Tworzy kwartet, w skład którego wchodzą: lider zespołu, perkusista i producent David Maclean, wokalista i gitarzysta Vincent Neff, basista Jimmy Dixon oraz klawiszowiec Tommy Grace.
Grupa swoje pierwsze utwory, „Storm” i „Love's Dart”, opublikowała w 2009 roku. Wydała do tej pory pięć albumów studyjnych, zaczynając od debiutanckiej płyty o tym samym tytule z 2012 roku. Następnymi były: Born Under Saturn z 2015 roku, Marble Skies z 2018 roku, Glowing in the Dark z 2021 roku i Off Planet z 2023 roku. 

## Historia

### Założenie zespołu i debiutancki album (do 2014)

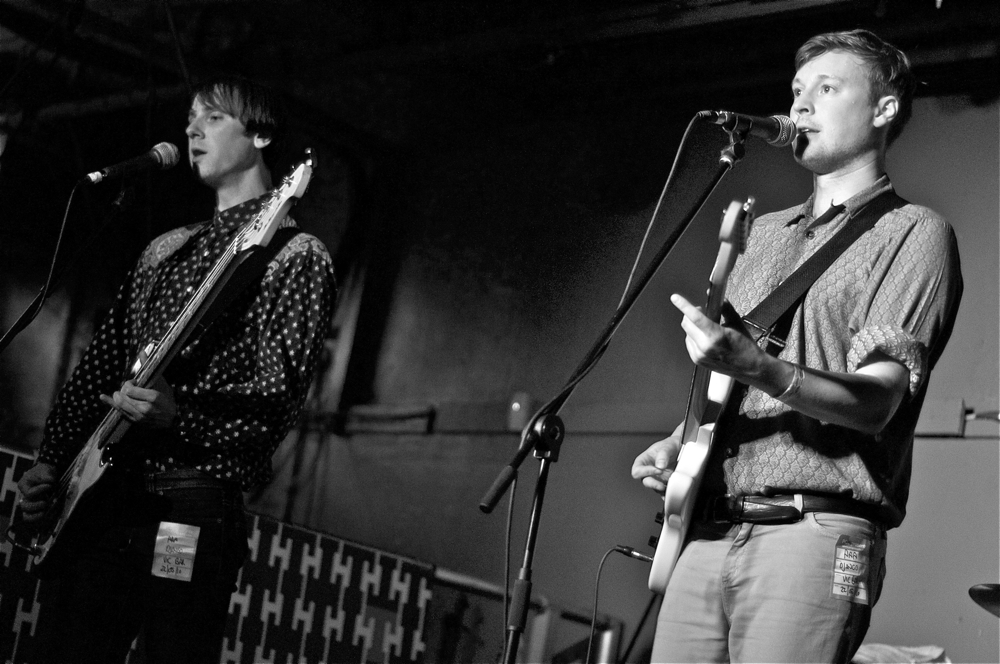
Koncert Django Django na festiwalu Stag & Dagger 2010 w Glasgow

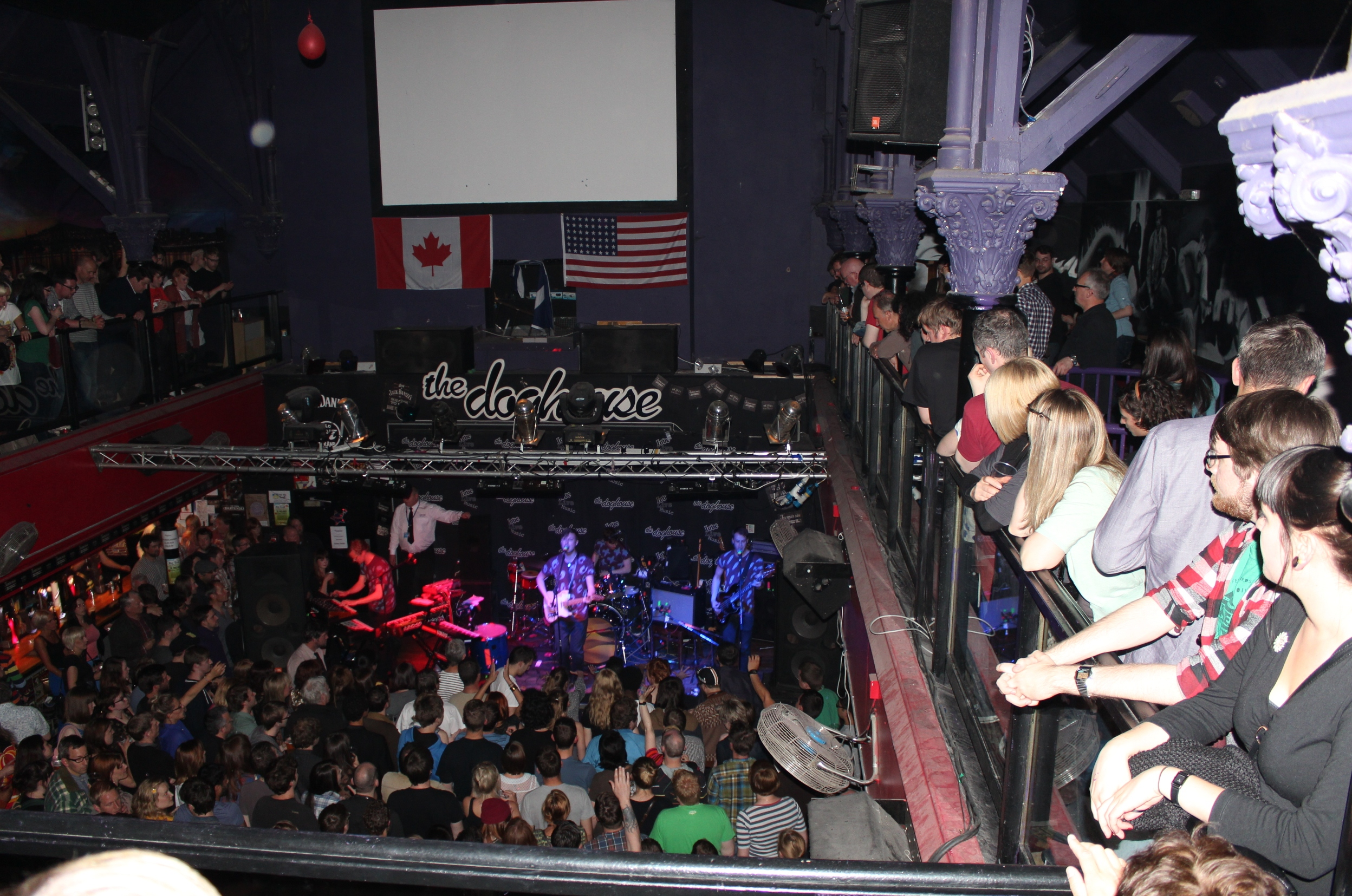
Koncert Django Django w The Doghouse w Dundee (2012)

Zespół został założony w londyńskim Dalston pod koniec 2008 roku (bądź w 2009 roku). Tam też wokalista Vincent Neff zwrócił się do perkusisty i producenta Davida Macleana z prośbą o pomoc w nagraniu kilku piosenek. Udostępnili singiel na Myspace, który odniósł sukces. Następnie poprosili basistę Jimmy'ego Dixona i klawiszowca Tommy'ego Grace'a, by założyli wspólnie zespół, żeby mogli grać koncerty na żywo. Cała czwórka poznała się już podczas studiów na Edinburgh College of Art. 
Maclean jest synem artystki Marian Leven, bratem muzyka i reżysera Johna Macleana oraz kuzynem piosenkarki Lindsey Leven, która występuje z Guto Prycem w zespole Gulp. Maclean i Grace są Szkotami, Neff pochodzi z Irlandii Północnej, a Dixon z Yorkshire.
Pierwszymi utworami grupy były „Storm” i „Love's Dart”. W późniejszym czasie podpisali oni podpisał kontrakt z francuską wytwórnią Because Music, która wydała debiutancki album zespołu pod tytułem Django Django 30 stycznia 2012 roku. Na albumie znalazły się już wydane wcześniej single „Waveforms” i „Default”. Płyta osiągnęła 33. miejsce na brytyjskiej liście przebojów w pierwszym tygodniu od premiery.
Pierwszy album został nagrany w sypialni Macleana, zgodnie z jego wizją i kierunkiem. Grace mówił o nim na początku 2012 roku: „Wszystko przechodzi przez Dave'a i on ma ostatnie słowo we wszystkim; to zawsze jego kierunek, kiedy tworzymy piosenki”.
Album zebrał pozytywne uznanie krytyków i znalazł się na listach podsumowujących rok zarówno magazynu Rolling Stone, jak i NME. Został także nominowany do Mercury Prize w 2012 roku, a w 2013 roku do nagrody Scottish Album of the Year Award 2013. Zespół był zaskoczony swoim sukcesem, o czym Maclean w marcu 2013 roku wspominał: „Myślałem, że to będzie undergroundowy album, który sprzeda się w nakładzie kilkuset egzemplarzy”.
Gdy zespół zaczął grać pierwsze swoje koncerty, szybko zaczął zyskiwać reputację dzięki żywiołowym zestawom, ekstrawaganckim strojom oraz nietypowemu podejściu do instrumentów i ich wykorzystaniu. W 2012 roku zespół koncertował po Wielkiej Brytanii, a w kolejnym roku w Australii, ponownie w Wielkiej Brytanii i Stanach Zjednoczonych.
Otwierający album utwór „Hail Bop” umieszczony został w grze wideo FIFA 13, zaś piosenka „Waveforms” w grze Grand Theft Auto V.
W grudniu 2012 roku zespół wydał płytę z remiksami swojego debiutanckiego albumu, przerobionymi m.in. przez  Bulliona, Toma Furse'a z The Horrors i Nicka McCarthy'ego z Franz Ferdinand.

### Born Under SaturniMarble Skies(2015–2020)

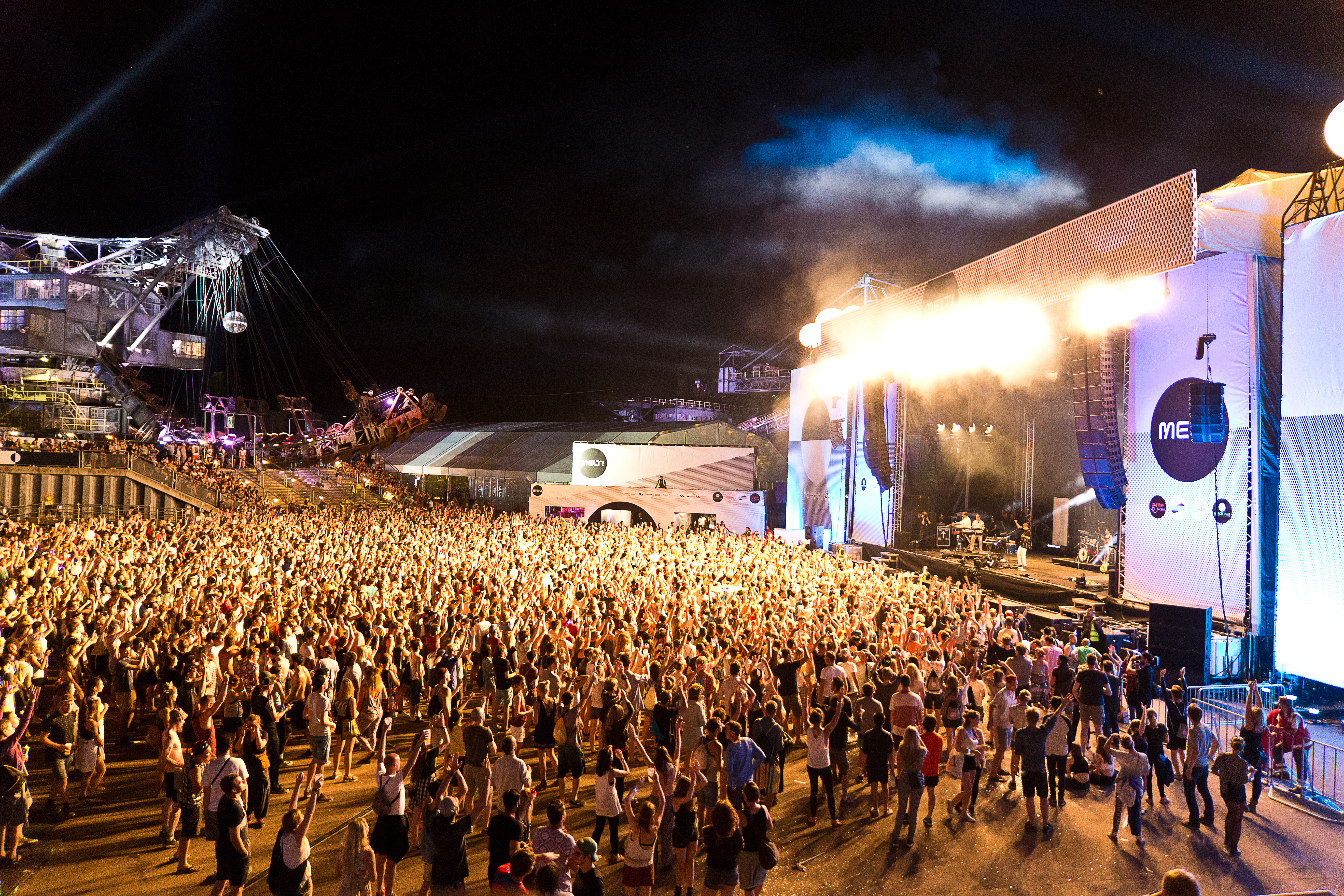
Koncert Django Django na Melt! 2015

7 stycznia 2015 roku zespół zapowiedział nową płytę studyjną. Jeszcze w tym samym miesiącu opublikowali „First Light” – pierwszy singiel nadchodzącego wówczas albumu. Użyli w nim mrocznego elektro-popowego basu i statycznego fuzzu. W marcu zapowiedziano drugi singiel – „Reflections”, w którym pojawiły się dźwięki na saksofonie grane przez Jamesa Mainwaringa z Roller Trio. 28 kwietnia miał premierę teledysk do tego utworu wyreżyserowany przez Natalię Stuyk.
Drugi studyjny album zespołu, Born Under Saturn, ukazał się 4 maja 2015 roku nakładem wytwórni Because. Promując swój album, jeszcze w tym samym roku wystąpili w Wielkiej Brytanii, Niemczech, Francji, Portugalii, Stanach Zjednoczonych, Danii i Irlandii, a także w Polsce – na Open'er Festival 2015 w Gdyni.
31 lipca 2017 roku zespół ujawnił szczegóły dotyczące nowego albumu Marble Skies, z udziałem Anny Prior z Metronomy i Rebecci Taylor (Self Esteem) ze Slow Club. Nagrywany był w wynajętym magazynie w Tottenhamie. Pierwszym singlem, opublikowanym w połowie października tego samego roku, był „Tic Tac Toe”, a pod koniec listopada ukazał się drugi singiel – „In Your Beat”. Pierwsza z tych piosenek pojawiła się również w grze wideo FIFA 18.
Trzeci pełnometrażowy album zespołu miał swoją premierę 26 stycznia 2018 roku. Jeszcze w tym samym roku, 13 września premierę w programie BBC 6 Music miał utwór „Swimming At Night”, który zapowiadał nową EP-kę zespołu, Winter's Beach, którą wydano miesiąc później, 12 października.

### Glowing in the DarkiOff Planet(od 2021)
10 września 2020 roku zespół powrócił z nowym singlem „Spirals”. W tym dniu opublikowali także teledysk do niego wyreżyserowany przez Maxima Kelly'ego. 12 listopada tego samego roku zespół ogłosił, że ich czwarty album studyjny, Glowing in the Dark, ukaże się 12 lutego 2021 roku. Zespół wydał jednocześnie pierwszy singiel tego albumu o tym samym tytule. Na nowym albumie pojawił się także wydany wcześniej utwór „Spirals”. W piosence „Waking Up” gościnnie zaśpiewała Charlotte Gainsbourg. 
Pod koniec sierpnia 2021 roku zespół zapowiedział wydanie rozszerzonej edycji albumu z pięcioma nowymi utworami. W ramach promocji tego albumu zespół planował wystąpić 12 listopada tego samego roku w warszawskim klubie Niebo w ramach trasy po Wielkiej Brytanii i reszcie Europy, lecz został on odwołany z powodu pandemii COVID-19.
Na początku lutego 2023 roku zespół zapowiedział wydanie swojego czteroczęściowego albumu Off Planet. Pierwsza z nich miała premierę 8 lutego i składa się z pięciu utworów, w tym „Complete Me” z udziałem Self Esteem, „Hands High” z udziałem Refound* i „Lunar Vibrations” z udziałem Isabelle Woodhouse. Pierwszy z nich, jako utwór instrumentalny, powstał już w 2020 bądź 2021 roku w okresie lockdownu spowodowanego pandemią COVID-19. Część druga albumu premierę miała 17 marca. Zawiera m.in. utwory „Don't Touch That Dial” z udziałem Yuuko i „Back 2 Back” z Patience. Trzecia część została opublikowana 20 kwietnia, a jej główny singiel, „No Time” z udziałem Jacka Peñatego, miał premierę w BBC Radio 6. Cały piąty album studyjny ukazał się 16 czerwca 2023 roku.

## Członkowie zespołu

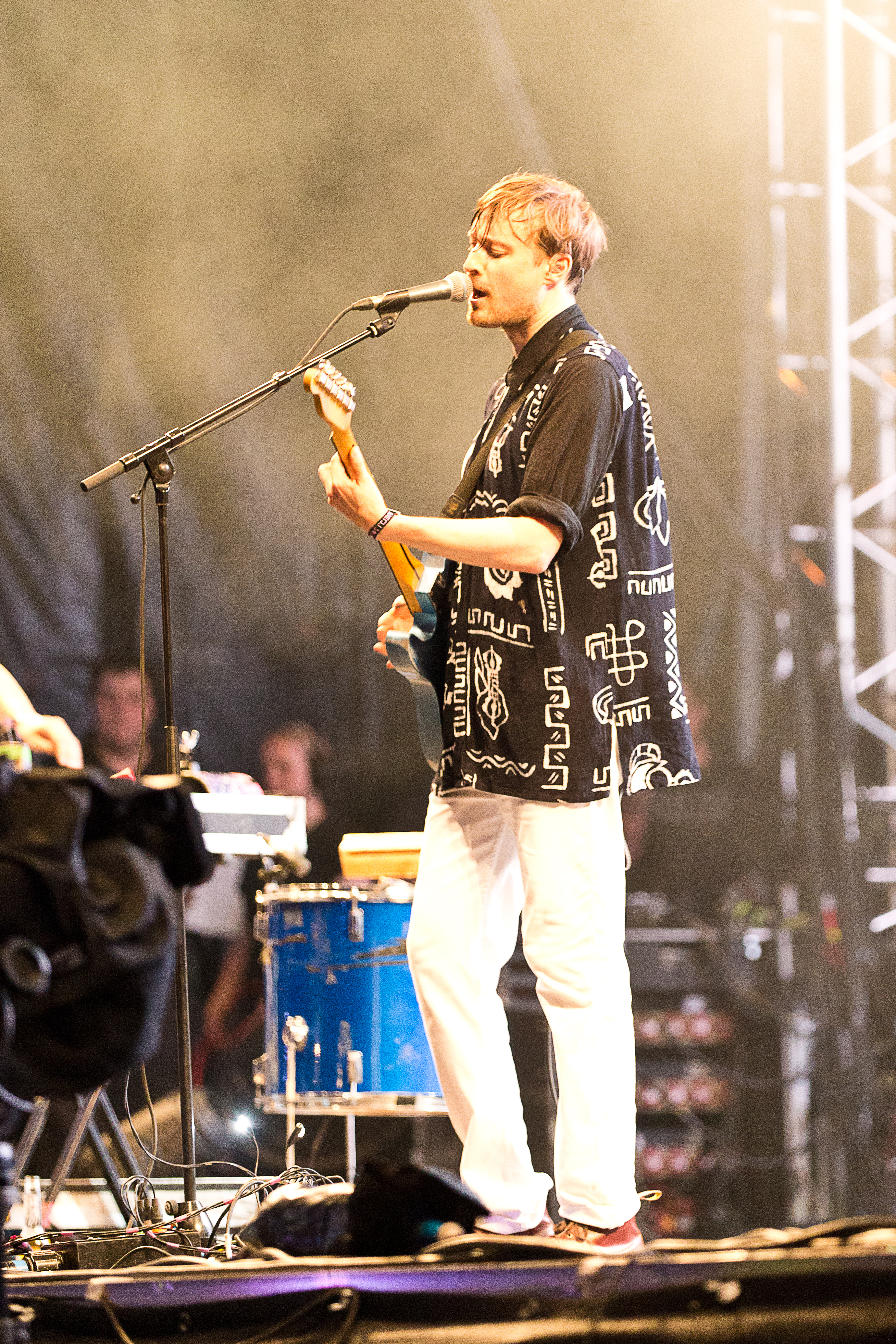
Vincent Neff (2015)

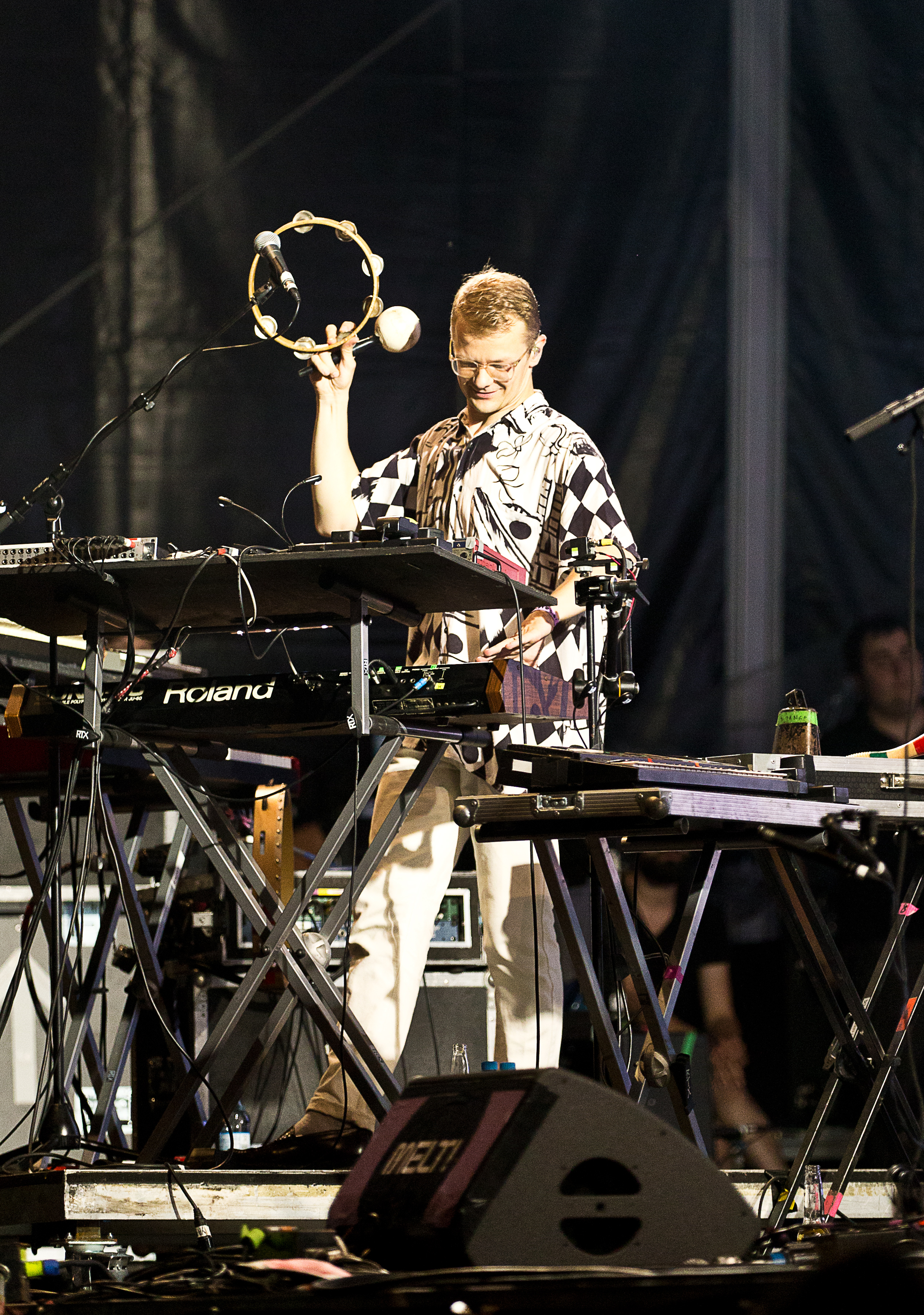
Tommy Grace (2015)

- David Maclean – perkusja
- Vincent Neff – śpiew, gitara
- Jimmy Dixon – gitara basowa
- Tommy Grace – keyboard

## Dyskografia

### Albumy studyjne
| Tytuł                                                   | Szczegóły                                                                              | Najwyższa pozycja na liście | Najwyższa pozycja na liście | Najwyższa pozycja na liście | Najwyższa pozycja na liście | Najwyższa pozycja na liście | Najwyższa pozycja na liście | Najwyższa pozycja na liście | Najwyższa pozycja na liście | Najwyższa pozycja na liście | Najwyższa pozycja na liście |
| Tytuł                                                   | Szczegóły                                                                              | UK                          | AUS                         | BEL (FL)                    | BEL (WA)                    | FRA                         | IRL                         | NED                         | SCO                         | SWI                         | US Heat                     |
| ------------------------------------------------------- | -------------------------------------------------------------------------------------- | --------------------------- | --------------------------- | --------------------------- | --------------------------- | --------------------------- | --------------------------- | --------------------------- | --------------------------- | --------------------------- | --------------------------- |
| Django Django                                           | - Data: 30 stycznia 2012 - Wydawca: Because, Ribbon - Format: CD, LP, digital download | 33                          | 60                          | 26                          | 105                         | 68                          | 63                          | 43                          | 26                          | —                           | 13                          |
| Born Under Saturn                                       | - Data: 4 maja 2015 - Wydawca: Because, Ribbon - Format: CD, LP, digital download      | 15                          | 56                          | 55                          | 67                          | 34                          | 31                          | 60                          | 11                          | 57                          | 9                           |
| Marble Skies                                            | - Data: 26 stycznia 2018 - Wydawca: Because, Ribbon - Format: CD, LP, digital download | 20                          | —                           | 95                          | 112                         | 92                          | —                           | 120                         | 12                          | —                           | 19                          |
| Glowing in the Dark                                     | - Data: 12 lutego 2021 - Wydawca: Because, Ribbon - Format: CD, LP, digital download   | 68                          | —                           | —                           | —                           | 186                         | —                           | —                           | 7                           | 81                          | —                           |
| Off Planet                                              | - Data: 16 czerwca 2023 - Wydawca: Because, Ribbon - Format: CD, LP, digital download  | 91                          | —                           | —                           | —                           | —                           | —                           | —                           | 35                          | —                           | —                           |
| "—" oznacza, że album nie był notowany na danej liście. |                                                                                        |                             |                             |                             |                             |                             |                             |                             |                             |                             |                             |
| [ 54 ] [ 2 ]                                            | [ 54 ] [ 2 ]                                                                           | [ 55 ]                      | [ 56 ]                      | [ 57 ]                      | [ 57 ]                      | [ 57 ]                      | [ 58 ]                      | [ 57 ]                      | [ 55 ]                      | [ 57 ]                      | [ 59 ]                      |